# 魔王軍最強的魔術師是人類
《魔王軍最強的魔術師是人類》是2016年2月22日開始連載於成為小說家吧的日本輕小說，由獲得第15屆“Enterbrain entame大獎”優秀獎的作家羽田遼亮創作。輕小說單行本由雙葉社旗下的Monster文庫發行、而漫畫單行本則於2019年9月30日由雙葉社發行。2024年1月19日宣佈動畫化，於2024年7月播出。

## 故事簡介
最強魔法師艾克擔任魔王軍不死旅團的指揮官，然而事實上他的真實身分是個冒充魔族的人類，而且還是位擁有前世記憶而轉生的異世界人。不喜歡無謂殺生的艾克，正試圖以不流血的方式奪取某座城堡。

## 登場人物

### 主要人物
艾克（聲：福山潤、和久野愛佳（幼少期））
轉生者，不死旅團的團長，魔王軍第七軍團所屬（後成為第八軍團團長），人類和魔族的混血兒﹙父親是魔族，母親是人類﹚。還是嬰兒時在已成廢墟的家中被偶而路過的大魔法師隆貝克拾獲，並繼承了他的知識和魔法。他盡量在不殺死人類的情況下進行戰鬥。通常戴著面具和長袍，這樣他作為人類的身份就不會被揭露。最終與他的女僕莎蒂結婚。
莎蒂（聲：立花日菜）
阿賽納姆的倖存者、女僕，奴隸代號為“十三”，無意中發現艾克是人類。在得知艾克是人類後，她成為了艾克的女僕。她的情緒表達豐富，容易哭泣或驚慌。不會嘗試毒害人類同胞，後來她對艾克產生戀愛的感情。
瑟菲洛／賽菲儸（聲：伊藤靜）
艾克的上司，知曉艾克是人類事實的女性惡魔。她有著性感的身姿，總是喜歡逗弄艾克。
魔王軍第七軍團的軍團長、指揮官。
第六天（聲：石見舞菜香）
現任魔王，織田信長的轉世。一戰就顛覆了下位魔族的戰局。雖然傳聞心狠手辣，但實際上心思縝密。似乎也察覺到了艾克的真正身份。
莉莉絲（聲：和氣杏未）
不死旅團的魅魔，艾克下屬。她愛著艾克，並希望盡可能與他調情。對任何接近他的人，無論男性或女性，都毫不留情。將莎蒂視為爭奪艾克感情的競爭對手。
基隆（聲：利根健太朗）
獸人族、艾克的參謀。尊重艾克，並認為他是一個“天才”，他想出了以前任何惡魔都想不到的策略，例如讓人類和惡魔合作。
亞莉絲緹雅／阿莉絲蒂亞（聲：村上真夏）
羅塞里亞王國白玫瑰騎士團的團長。為自己是王國的騎士而感到自豪。擁有作為騎士的強大戰鬥力，同時也擁有作為指揮官的審時度勢的能力。
佛倫提那／費歐蓮迪娜（聲：內山夕實）
瑟菲洛手下的煉金術士。很忠實地遵循瑟菲洛和艾克的指示。
隆貝克／倫貝爾克（聲：長島雄一）
撫養艾克長大的大魔法師。他向人類艾克傳授知識和魔法，並將他培養成惡魔。
帕斯狄歐（聲：稻田徹）
杜拉漢，魔王軍第三軍團的軍團長。個性卑劣、野心勃勃，企圖取代第六天的魔王之位。在模擬戰中敗給艾克後指使部下暗殺第六天事敗，最後被艾克以白魔法消滅。
傑斯（聲：千葉繁）
魔王軍第七軍團的副軍團長。
尤莉亞（聲：高尾奏音）
艾爾托麗雅的女兒，喜歡艾克。
艾爾托麗雅（聲：本田貴子）
澤諾比亞的首長，尤莉亞的媽媽。
卡羅薩（聲：土師孝也）
紅鬍子海賊團的首領。

## 出版書籍

### 輕小說
| 卷數 | Monster文庫    | Monster文庫            |
| 卷數 | 發售日期       | ISBN                   |
| ---- | -------------- | ---------------------- |
| 1    | 2016年9月30日  | ISBN 978-4-57575-104-8 |
| 2    | 2017年2月28日  | ISBN 978-4-57575-125-3 |
| 3    | 2017年6月30日  | ISBN 978-4-57575-144-4 |
| 4    | 2017年11月30日 | ISBN 978-4-57575-174-1 |
| 5    | 2018年4月27日  | ISBN 978-4-57575-203-8 |

### 漫畫
| 卷數 | 雙葉社         | 雙葉社                 |
| 卷數 | 發售日期       | ISBN                   |
| ---- | -------------- | ---------------------- |
| 1    | 2019年9月30日  | ISBN 978-4-575-41078-5 |
| 2    | 2020年2月29日  | ISBN 978-4-575-41103-4 |
| 3    | 2020年8月17日  | ISBN 978-4-575-41145-4 |
| 4    | 2020年12月28日 | ISBN 978-4-575-41192-8 |
| 5    | 2021年6月15日  | ISBN 978-4-575-41255-0 |
| 6    | 2021年12月15日 | ISBN 978-4-575-41337-3 |
| 7    | 2022年6月15日  | ISBN 978-4-575-41440-0 |
| 8    | 2022年12月15日 | ISBN 978-4-575-41554-4 |
| 9    | 2023年6月15日  | ISBN 978-4-575-41675-6 |
| 10   | 2024年1月30日  | ISBN 978-4-575-41815-6 |
| 11   | 2024年6月14日  | ISBN 978-4-575-41907-8 |
| 12   | 2024年12月13日 | ISBN 978-4-575-42040-1 |
| 13   | 2025年6月13日  | ISBN 978-4-575-42172-9 |

## 電視動畫

### 製作人員
動畫製作人員如下。
- 原作：羽田遼亮・アナジロ（雙葉社、Gaugau Monster）
- 角色原案：KUMA
- 監督：長濱亙彥
- 系列構成：待田堂子
- 角色設計：末岡正美
- 總作畫監督：千葉孝幸
- 音響監督：本山哲
- 音樂：KOHTA YAMAMOTO
- 音樂製作：波麗佳音
- 音響製作：Bit Groove Promotion
- 動畫製作：Studio A-Cat

### 主題曲
片頭曲Ctrl C
主唱：KOHTA YAMAMOTO feat. Shun Ikegai，作詞：Shun Ikegai，作曲、編曲：KOHTA YAMAMOTO
片尾曲I still
主唱：KOHTA YAMAMOTO feat. 明智，作詞：明智，作曲、編曲：KOHTA YAMAMOTO

### 各話列表
| 話數   | 標題                       | 劇本     | 分鏡       | 演出     | 作畫監督                                   | 首播日期       |
| ------ | -------------------------- | -------- | ---------- | -------- | ------------------------------------------ | -------------- |
| 第1話  | 不死旅團團長艾克           | 待田堂子 | 東海林真一 | 長濱亙彥 | 徐學文、覃國慶、徐學武、鄭鈺容、謝榴雁     | 2024年 6月26日 |
| 第2話  | 白薔薇騎士團團長亞莉絲緹雅 | 日暮茶坊 | 山本恭平   | 矢花馨   | 徐學文、覃國慶、徐學武、鄭鈺容             | 7月3日         |
| 第3話  | 叛徒                       | 勝冶京子 | 山本恭平   | 長濱亙彥 | 陳潔瓊、胡威、趙親雲                       | 7月10日        |
| 第4話  | 決鬥                       | 鴻野貴光 | 飯田崇     | 鈴木真彥 | 趙親雲、陳潔瓊、李品華、胡威               | 7月17日        |
| 第5話  | 野心                       | 日暮茶坊 | 飯田崇     | 上野史博 | 鳥山冬美、松下清志、松本勝次、             | 7月24日        |
| 第6話  | 矮人王                     | 勝冶京子 | 黑瀨大輔   | 黑瀨大輔 | 櫻井木之實、飯飼幸一、魏旭龍、廖雪宇、陳亮 | 7月31日        |
| 第7話  | 開戰                       | 鴻野貴光 | 西田正義   | 矢花馨   | 徐学文、覃国庆、徐学武、郑钰容             | 8月7日         |
| 第8話  | 決戰伊凡利亞斯             | 日暮茶坊 | 西田正義   | 矢花馨   | 徐学文、覃国庆、徐学武、郑钰容             | 8月14日        |
| 第9話  | 談判                       | 勝冶京子 | 中山岳洋   | 上野史博 | 鳥山冬美、松下清志、松本勝次、所澤映畫、   | 8月21日        |
| 第10話 | 海盜                       | 鴻野貴光 | 中山岳洋   | 長濱亙彥 | 趙親雲、陳潔琼、李品華、胡威、張福民、謝媚 | 8月28日        |
| 第11話 | 瑟菲洛被擊敗               | 待田堂子 | 東海林真一 | 矢花馨   | 魏旭龍、廖雪宇、陳亮                       | 9月4日         |
| 第12話 | 艾·爾多雷將軍              | 待田堂子 | 東海林真一 | 長濱亙彥 | 徐學文、覃國慶、徐學武、鄭鈺容             | 9月11日        |

### BD＆DVD
| 卷數 | 發行日期       | 收錄話數       | 規格編號  | 規格編號  |
| 卷數 | 發行日期       | 收錄話數       | BD        | DVD       |
| ---- | -------------- | -------------- | --------- | --------- |
| BOX  | 2024年11月29日 | 第1話 - 第12話 | KWXA-3166 | KWBA-3167 |

## 外部連結
- 成為小說家吧（日語）
- Gaugau Monster （页面存档备份，存于） - 漫畫（日語）
- 魔王軍最強的魔術師是人類的X（前Twitter）
- 官方網站 （页面存档备份，存于）